# Tamara Smirnova
Tamara Mikhailovna Smirnova (Тамара Михайловна Смирнова) (25 de Dezembro de 1918 — 2001) foi uma astrônoma russa que codescobriu o cometa periódico 74P/Smirnova-Chernykh, e também vários asteroides.
O asteroide 5540 Smirnova foi assim nomeado em sua honra.
| 1774 Kulikov          | 22 de Outubro de 1968                                 |
| 1791 Patsayev         | 4 de Setembro de 1967                                 |
| 1793 Zoya             | 28 de Fevereiro de 1968                               |
| 1804 Chebotarev       | 6 de Abril de 1967                                    |
| 1835 Gajdariya        | 30 de Julho de 1970                                   |
| 1854 Skvortsov        | 22 de Outubro de 1968                                 |
| 1857 Parchomenko      | 30 de Agosto de 1971                                  |
| 1900 Katyusha         | 16 de Dezembro de 1971                                |
| 1902 Shaposhnikov     | 18 de Abril de 1972                                   |
| 1903 Adzhimushkaj     | 9 de Maio de 1972                                     |
| 1904 Massevitch       | 9 de Maio de 1972                                     |
| 1905 Ambartsumian     | 14 de Maio de 1972                                    |
| 1977 Shura            | 30 de Agosto de 1970                                  |
| 2002 Euler            | 29 de Agosto de 1973                                  |
| 2009 Voloshina        | 22 de Outubro de 1968                                 |
| 2011 Veteraniya       | 30 de Agosto de 1970                                  |
| 2032 Ethel            | 30 de Julho de 1970                                   |
| 2046 Leningrad        | 22 de Outubro de 1968                                 |
| 2071 Nadezhda         | 18 de Agosto de 1971                                  |
| 2072 Kosmodemyanskaya | 31 de Agosto de 1973                                  |
| 2093 Genichesk        | 28 de Abril de 1971                                   |
| 2111 Tselina          | 13 de Junho de 1969                                   |
| 2112 Ulyanov          | 13 de Julho de 1972                                   |
| 2120 Tyumenia         | 9 de Setembro de 1967                                 |
| 2121 Sevastopol       | 27 de Junho de 1971                                   |
| 2122 Pyatiletka       | 14 de Dezembro de 1971                                |
| 2126 Gerasimovich     | 30 de Agosto de 1970                                  |
| 2139 Makharadze       | 30 de Junho de 1970                                   |
| 2141 Simferopol       | 30 de Agosto de 1970                                  |
| 2171 Kiev             | 28 de Agosto de 1973                                  |
| 2172 Plavsk           | 31 de Agosto de 1973                                  |
| 2192 Pyatigoriya      | 18 de Abril de 1972                                   |
| 2216 Kerch            | 12 de Junho de 1971                                   |
| 2217 Eltigen          | 26 de Setembro de 1971                                |
| 2250 Stalingrad       | 18 de Abril de 1972                                   |
| 2280 Kunikov          | 26 de Setembro de 1971                                |
| 2328 Robeson          | 19 de Abril de 1972                                   |
| 2342 Lebedev          | 22 de Outubro de 1968                                 |
| 2345 Fučik            | 25 de Julho de 1974                                   |
| 2349 Kurchenko        | 30 de Julho de 1970                                   |
| 2360 Volgo-Don        | 2 de Novembro de 1975                                 |
| 2371 Dimitrov         | 2 de Novembro de 1975                                 |
| 2400 Derevskaya       | 17 de Maio de 1972                                    |
| 2401 Aehlita          | 2 de Novembro de 1975                                 |
| 2422 Perovskaya       | 28 de Abril de 1968                                   |
| 2438 Oleshko          | 2 de Novembro de 1975                                 |
| 2447 Kronstadt        | 31 de Agosto de 1973                                  |
| 2469 Tadjikistan      | 27 de Abril de 1970                                   |
| 2519 Annagerman       | 2 de Novembro de 1975                                 |
| 2574 Ladoga           | 22 de Outubro de 1968                                 |
| 2575 Bulgaria         | 4 de Agosto de 1970                                   |
| 2578 Saint-Exupery    | 2 de Novembro de 1975                                 |
| 2583 Fatyanov         | 3 de Dezembro de 1975                                 |
| 2604 Marshak          | 13 de Junho de 1972                                   |
| 2616 Lesya            | 28 de Agosto de 1970                                  |
| 2681 Ostrovskij       | 2 de Novembro de 1975                                 |
| 2754 Efimov           | 13 de Agosto de 1966                                  |
| 3049 Kuzbass          | 28 de Março de 1968                                   |
| 3055 Annapavlova      | 4 de Outubro de 1978                                  |
| 3071 Nesterov         | 28 de Março de 1973                                   |
| 3082 Dzhalil          | 17 de Maio de 1972                                    |
| 3093 Bergholz         | 28 de Junho de 1971                                   |
| 3119 Dobronravin      | 30 de Dezembro de 1972                                |
| 3146 Dato             | 17 de Maio de 1972                                    |
| 3159 Prokof'ev        | 26 de Outubro de 1976                                 |
| 3322 Lidiya           | 1 de Dezembro de 1975                                 |
| 3347 Konstantin       | 2 de Novembro de 1975                                 |
| 3418 Izvekov          | 31 de Agosto de 1973                                  |
| 3460 Ashkova          | 31 de Agosto de 1973                                  |
| 3482 Lesnaya          | 2 de Novembro de 1975                                 |
| 3501 Olegiya          | 18 de Agosto de 1971                                  |
| 3652 Soros            | 6 de Outubro de 1981                                  |
| 3813 Fortov           | 30 de Agosto de 1970                                  |
| 3862 Agekian          | 18 de Maio de 1972                                    |
| 3962 Valyaev          | 8 de Fevereiro de 1967                                |
| 4006 Sandler          | 29 de Dezembro de 1972                                |
| 4049 Noragal'         | 31 de Agosto de 1973                                  |
| 4135 Svetlanov        | 14 de Agosto de 1966 (com Lyudmila Ivanovna Chernykh) |
| 4136 Artmane          | 28 de Março de 1968                                   |
| 4139 Ul'yanin         | 2 de Novembro de 1975                                 |
| 4185 Phystech         | 4 de Março de 1975                                    |
| 4267 Basner           | 18 de Agosto de 1971                                  |
| 4268 Grebenikov       | 5 de Outubro de 1972                                  |
| 4302 Markeev          | 22 de Abril de 1968                                   |
| 4307 Cherepashchuk    | 26 de Outubro de 1976                                 |
| 4424 Arkhipova        | 16 de Fevereiro de 1967                               |
| 4427 Burnashev        | 30 de Agosto de 1971                                  |
| 4467 Kaidanovskij     | 2 de Novembro de 1975                                 |
| 4513 Louvre           | 30 de Agosto de 1971                                  |
| 4514 Vilen            | 19 de Abril de 1972                                   |
| 4591 Bryantsev        | 1 de Novembro de 1975                                 |
| 4851 Vodop'yanova     | 26 de Outubro de 1976                                 |
| 4962 Vecherka         | 1 de Outubro de 1973                                  |
| 5015 Litke            | 1 de Novembro de 1975                                 |
| 5155 Denisyuk         | 18 de Abril de 1972                                   |
| 5156 Golant           | 18 de Maio de 1972                                    |
| 5410 Spivakov         | 16 de Fevereiro de 1967                               |
| 5453 Zakharchenya     | 3 de Novembro de 1975                                 |
| 5540 Smirnova         | 30 de Agosto de 1971                                  |
| 5667 Nakhimovskaya    | 16 de Agosto de 1983                                  |
| 5930 Zhiganov         | 2 de Novembro de 1975                                 |
| 6074 Bechtereva       | 24 de Agosto de 1968                                  |
| 6108 Glebov           | 18 de Agosto de 1971                                  |
| 6214 Mikhailgrinev    | 26 de Setembro de 1971                                |
| 6578 Zapesotskij      | 13 de Outubro de 1980                                 |
| 6621 Timchuk          | 2 de Novembro de 1975                                 |
| 6844 Shpak            | 3 de Novembro de 1975                                 |
| 7153 Vladzakharov     | 2 de Dezembro de 1975                                 |
| 7222 Alekperov        | 7 de Outubro de 1981                                  |
| 7269 Alprokhorov      | 2 de Novembro de 1975                                 |
| 7369 Gavrilin         | 13 de Janeiro de 1975                                 |
| 7544 Tipografiyanauka | 26 de Outubro de 1976                                 |
| 7856 Viktorbykov      | 1 de Novembro de 1975                                 |
| 8445 Novotroitskoe    | 31 de Agosto de 1973                                  |
| 8448 Belyakina        | 26 de Outubro de 1976                                 |
| 8782 Bakhrakh         | 26 de Outubro de 1976                                 |
| 8787 Ignatenko        | 4 de Outubro de 1978                                  |
| 9158 Plate            | 25 de Junho de 1984                                   |
| 9262 Bordovitsyna     | 6 de Setembro de 1973                                 |
| 9297 Marchuk          | 25 de Junho de 1984                                   |
| 9545 Petrovedomosti   | 25 de Junho de 1984                                   |
| 10004 Igormakarov     | 2 de Novembro de 1975                                 |
| 10259 Osipovyurij     | 18 de Abril de 1972                                   |
| 11253 Mesyats         | 26 de Outubro de 1976                                 |
| 11438 Zeldovich       | 29 de Agosto de 1973                                  |
| 12657 Bonch-Bruevich  | 30 de Agosto de 1971 (antes de Bonch-Bruevich)        |
| 13474 V'yus           | 29 de Agosto de 1973                                  |
| 14312 Polytech        | 26 de Outubro de 1976                                 |
| 14790 Beletskij       | 30 de Julho de 1970                                   |
| 14815 Rutberg         | 7 de Outubro de 1981                                  |
| 18288 Nozdrachev      | 2 de Novembro de 1975                                 |
| 22250 Konstfrolov     | 7 de Setembro de 1978                                 |
| 24609 Evgenij         | 7 de Setembro de 1978                                 |
| 58097 Alimov          | 26 de Outubro de 1976                                 |